# Michel Giès
Michel Giès est un metteur en scène français.
Après des études théâtrales, musicales et chorégraphiques, il collabore, de 1980 à 1986, à la mise en scène d’œuvres majeures du répertoire dramatique et lyrique et à la réalisation d’émissions de télévision sur l’opéra.
En 1984, il met en scène Les Contes d'Hoffmann à Séoul (Corée), puis il monte en France Norma (Nantes, 1986), Mignon (Metz, Tours, Avignon 1988, 1990) et Les Voix du Sérail (Festival de Carpentras, 1992).
À partir de 1989, il s’emploie à faire connaître par ses productions le répertoire français : Manon (Séoul, Corée, 1989), Carmen (Pologne, 1991), Samson et Dalila (Karkhov, Ukraine, 1993), Les Contes d'Hoffmann (nouvelle production ; Séoul, Corée, 1995), La Vie Parisienne (Hong-Kong, 1996), La Voix humaine de Poulenc avec Le Téléphone de Menotti (Andorre, 2008). 
Il met également en scène la création contemporaine : Anas-El-Wogood (Aziz El-Shawan, création mondiale au Caire, en Égypte, en 1996).
Il a créé de nombreux spectacles de chansons et de mélodies françaises : French Style (spectacle de cabaret : Philadelphie et tournée aux États-Unis en 1993), Faune et Flore (d’après des mélodies de Poulenc, Ravel, Satie, Emmanuel Chabrier ; Lisbonne, tournée au Portugal, 2001 – Macao, Hong-Kong, 2002 – Paris, la Péniche Opéra, 2004), D’Amour et d'Humour (création scénique sur des musiques de Satie, Poulenc, Jules Massenet... et des textes de Choderlos de Laclos, Stendhal, Anouilh… ; Opéra de Tours, 2005 ; tournée en France, 2006), Piaf, a Hymn to Love (spectacle en anglais, tournée, 2006). Il a fait redécouvrir des « raretés » délirantes de Jacques Offenbach : Le Fifre enchanté (Opéra-studio de Porto, 2005), Offenbach, la Cara + Fresca de l'Opera (spectacle composé de La Leçon de Chant électro-magnétique et du Fifre enchanté, Andorre, 2005).
Il a été également conseiller culturel aux ambassades de France à Bratislava et à Lisbonne (de 1998 à 2003) et conseiller musique et danse au ministère de la culture (de 2007 à 2016).
En 2017, il crée et interprète Diálogos Íntimos, una noche de Música e Poesía à Mérida (Mexique). Puis il met en scène Verdi ! (tableaux de Falstaff, Simon Boccanegra et Aïda) au Théâtre André Malraux de Rueil-Malmaison.
En 2018, il revient au théâtre parlé avec  La petite Révoltée  et  Amour et Piano  de Georges Feydeau (Théâtre de la Vieille Grille, Paris), suivi, toujours de Feydeau, par  Deux Âges de l'Amour  (spectacle composé de  Fiancés en Herbe ,  La Petite Révoltée  et  Amour et Piano , en tournée en France).
En 2023, il met en scène "Madame Marguerite", le monologue de Roberto Athayde créé en France par Annie Girardot (Théâtre Essaïon, Paris, avec Emilie Chevrillon).
Il est chevalier de l’Ordre National du Mérite.